# Festuca talamancensis
Festuca talamancensis är en gräsart som beskrevs av Gerrit Davidse. Festuca talamancensis ingår i släktet svinglar, och familjen gräs.
Artens utbredningsområde är Costa Rica. Inga underarter finns listade i Catalogue of Life.